# 巴伯羅湖
52°27′32.4″N 13°54′18″E / 52.459000°N 13.90500°E

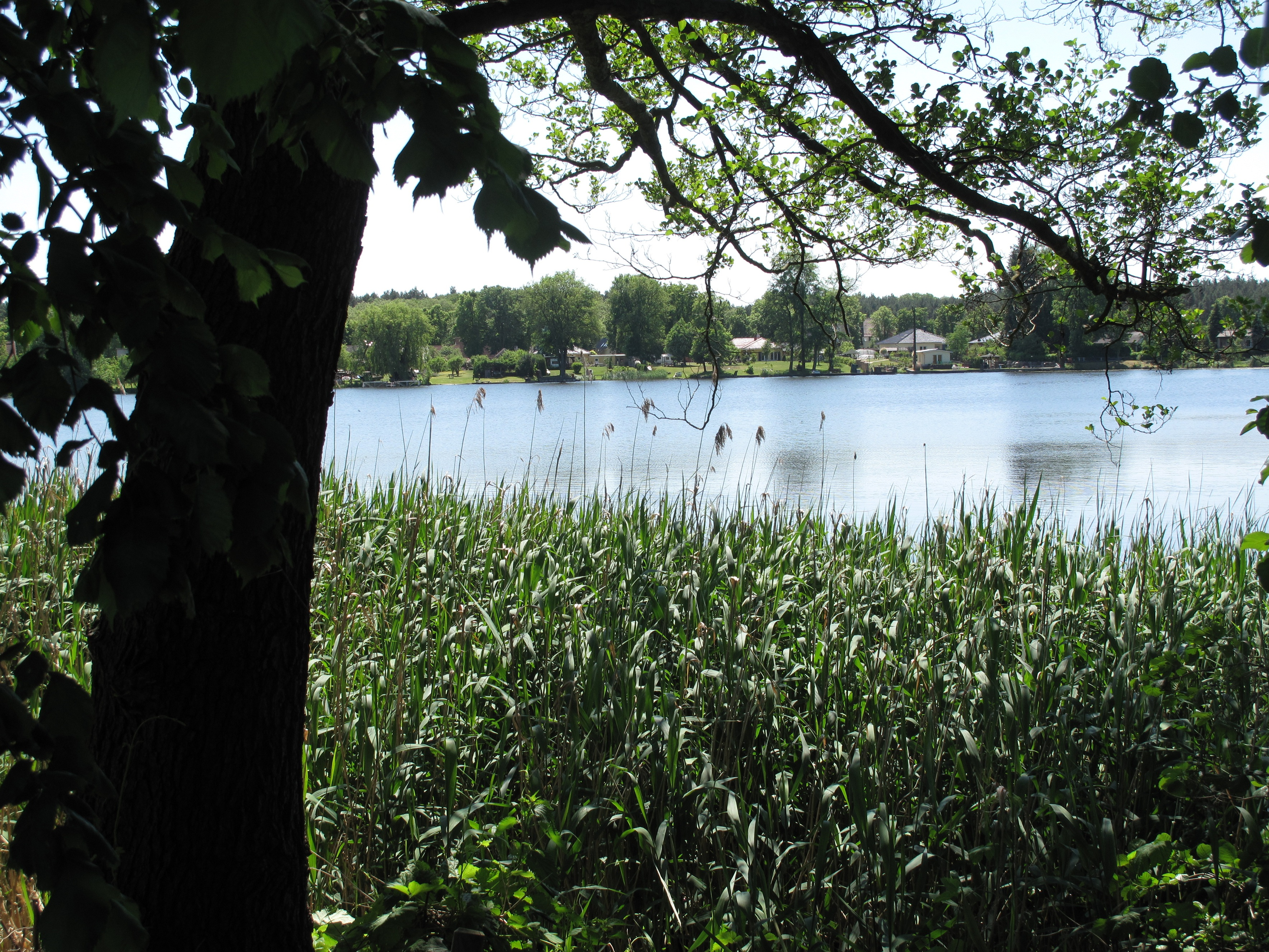

巴伯羅湖（德語：Baberowsee），是德國的湖泊，位於該國東北部，由勃蘭登堡州負責管轄，處於奧得-施普雷縣，面積0.13平方公里，海拔高度39米，最大水深5.5米，該湖泊有鰻、河鱸、狗魚、歐洲鯉、丁鱥、歐鯰、白梭吻鱸等魚類棲息。